# Manuel Tubino
Manuel Tubino war ein uruguayischer Politiker.
Tubino saß zunächst als stellvertretender Abgeordneter für das Departamento Florida in der 15. Legislaturperiode vom 16. August 1886 bis zum 14. Februar 1888 in der Cámara de Representantes. Vom 25. Februar 1894 bis zum 14. Februar 1897 war er gewählter Volksvertreter in der 18. Legislaturperiode.